# Hermann Levi

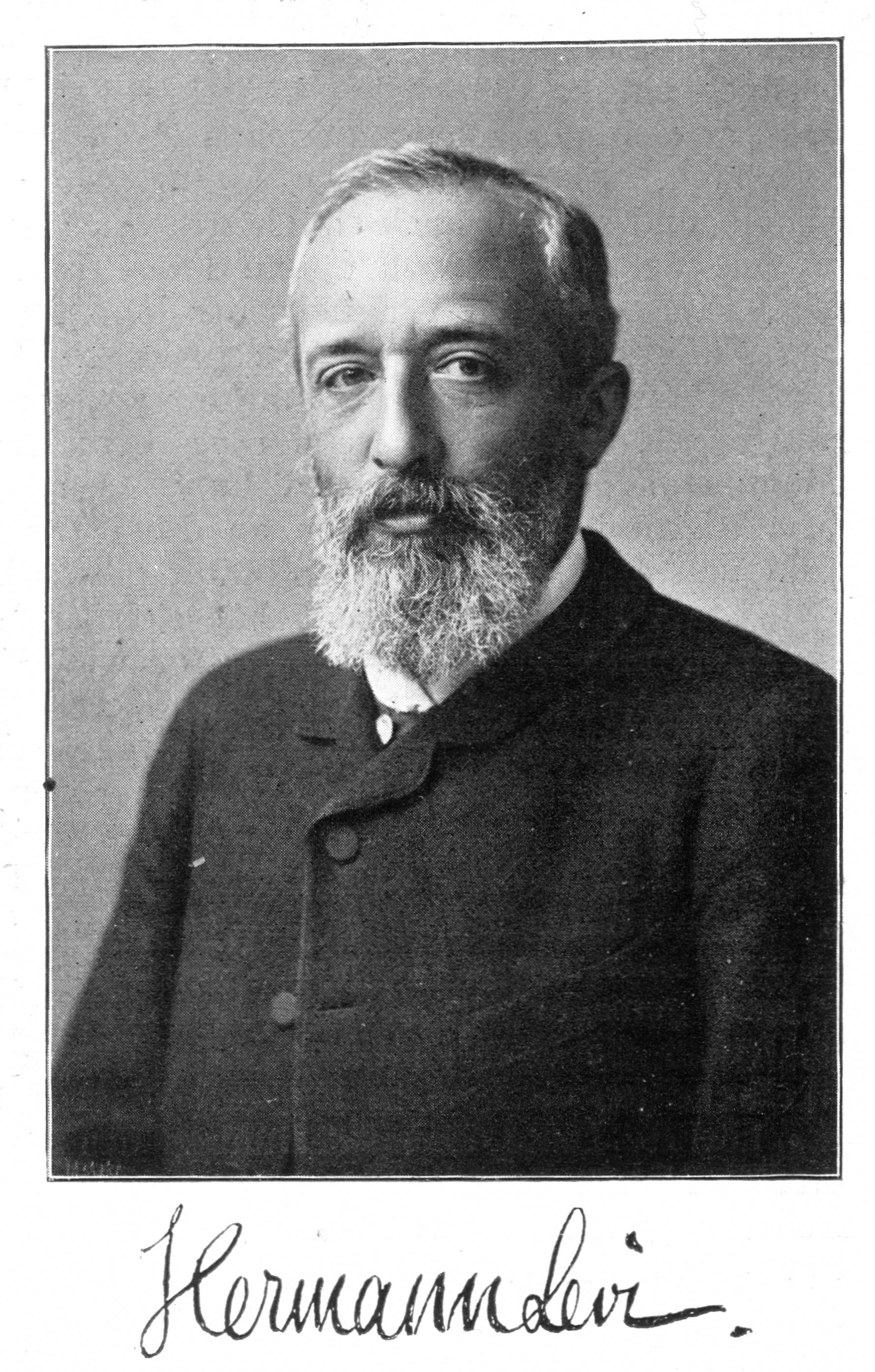

Hermann Levi (Giessen, 7 de noviembre de 1839-Múnich, 13 de mayo de 1900) fue un director de orquesta alemán. 
De origen hebreo, fue hijo de un rabino. Se educó en Mannheim y en Leipzig. Fue director de las óperas de Róterdam, de Karlsruhe y de Múnich hasta 1896.
Fue uno de los más famosos directores de ópera de su tiempo e íntimo amigo de Richard Wagner, quien lo eligió para estrenar su festival sagrado Parsifal en el Festival de Bayreuth en 1882.
Su nombre quedó indisolublemente ligado a Wagner.
Murió en Múnich.